# 다부세 유타
다부세 유타(일본어: 田臥 勇太, 1980년 10월 5일 - )는 일본의 남자 프로 농구 선수이다. 포지션은 포인트 가드이다. 가나가와현 요코하마시 가나자와구 출신. 일본 프로 농구리그인 B.LEAGUE 소속 우쓰노미야 브렉스에서 뛰고 있다. 아키타 현립 노시로 공업고등학교 시절에 세계 주니어 선발에 뽑혔다. 2004년 피닉스 선스의 개막 로스터에 들어간, 일본인 첫 NBA 선수이다. 신장173cm, 체중 75kg, 신발 사이즈는 29cm.